# Ian Walker (labdarúgó)
Ian Michael Walker (Watford, 1971. október 31.) a Sanghaj SIPG kapusedzője, korábbi angol labdarúgó.

## Külső hivatkozások
- Ian Walker pályafutásának statisztikái a Soccerbase oldalon (angolul)